# Hyperdiplosis bharatensis
Hyperdiplosis bharatensis är en tvåvingeart som beskrevs av Grover och Madhu Bakhshi 1978. Hyperdiplosis bharatensis ingår i släktet Hyperdiplosis och familjen gallmyggor. Inga underarter finns listade i Catalogue of Life.